# Simcha Zelig Reguer
Simcha Zelig Reguer ou Simcha Zelig Riger  dit Simcha Zelig (en hébreu: שמחה זעליג ריגר), né le 27 février 1864 à Navahrudak, en Biélorussie, et mort le 15 octobre 1942, est un rabbin orthodoxe, Av Beth Din de Brest en Biélorussie.

## Biographie
Simcha Zelig Reguer, est né le 27 février 1864,à Navahrudak, en Biélorussie.
Il est le fils de Dov Ber Mogilensky et de  Peshe Weisblum.
Simcha Zelig Reguer a deux frères: Alter Mogilensky et Shlomo Chaim Mogilensky.
Il épouse Sara Reguer (Rudensky). Elle est la fille de Avraham Rodenski et de Rotke Rodenski.
Simcha Zelig Reguer et Sara Reguer sont les parents du rabbin Dr. Moshe Aaron Reguer, de Chaya Faiga Gulevsky, de Chaim Reguer, de Shimon Reguer, de Golde Reiger, de Esther Reguer et de  Peshke Reguer.

### Massacre des Juifs de Brest
Le 15 octobre 1942, environ 30 000 Juifs de Brest sont massacrés par les nazis, et parmi-eux, le rabbin Simcha Zelig Reguer.